# NGC 5626
NGC 5626 је лентикуларна галаксија у сазвежђу Хидра која се налази на NGC листи објеката дубоког неба.
Деклинација објекта је - 29° 44' 58" а ректасцензија 14h 29m 49,0s. Привидна величина (магнитуда) објекта NGC 5626 износи 13,1 а фотографска магнитуда 14,0. NGC 5626 је још познат и под ознакама ESO 447-8, MCG -5-34-15, PGC 51794.